# Sífutás a 2010. évi téli olimpiai játékokon
A 2010. évi téli olimpiai játékokon a sífutás versenyszámait a whistleri Whistler Olympic Park síközpontban rendezték meg február 15. és 28. között.
A férfiaknak és a nőknek egyaránt 6–6 versenyszámot rendeztek.

## Részt vevő nemzetek
A versenyeken 55 nemzet 292 sportolója vett részt.
- Algéria (ALG) (1)
- Andorra (AND) (1)
- Argentína (ARG) (1)
- Ausztrália (AUS) (3)
- Ausztria (AUT) (1)
- Bermuda (BER) (1)
- Bosznia-Hercegovina (BIH) (2)
- Brazília (BRA) (2)
- Bulgária (BUL) (2)
- Csehország (CZE) (11)
- Dánia (DEN) (1)
- Dél-afrikai Köztársaság (RSA) (1)
- Dél-Korea (KOR) (2)
- Egyesült Államok (USA) (11)
- Etiópia (ETH) (1)
- Észtország (EST) (14)
- Fehéroroszország (BLR) (7)
- Finnország (FIN) (17)
- Franciaország (FRA) (13)
- Görögország (GRE) (2)
- Horvátország (CRO) (2)
- India (IND) (1)
- Irán (IRI) (1)
- Írország (IRL) (1)
- Japán (JPN) (6)
- Kanada (CAN) (13)
- Kazahsztán (KAZ) (11)
- Kirgizisztán (KGZ) (1)
- Kína (CHN) (5)
- Lengyelország (POL) (6)
- Lettország (LAT) (2)
- Litvánia (LTU) (4)
- Macedónia (MKD) (2)
- Magyarország (HUN) (2)
- Moldova (MDA) (2)
- Mongólia (MGL) (2)
- Nagy-Britannia (GBR) (3)
- Nepál (NEP) (1)
- Németország (GER) (14)
- Norvégia (NOR) (19)
- Olaszország (ITA) (18)
- Oroszország (RUS) (19)
- Örményország (ARM) (2)
- Peru (PER) (1)
- Portugália (POR) (1)
- Románia (ROU) (3)
- Spanyolország (ESP) (4)
- Svájc (SUI) (12)
- Svédország (SWE) (15)
- Szerbia (SRB) (2)
- Szlovákia (SVK) (5)
- Szlovénia (SLO) (5)
- Törökország (TUR) (2)
- Ukrajna (UKR) (8)
- Új-Zéland (NZL) (2)

## Éremtáblázat
(Az egyes számoszlopok legmagasabb értéke, vagy értékei vastagítással kiemelve.)
| A 2010. évi téli olimpiai játékok éremtáblázata sífutásban | A 2010. évi téli olimpiai játékok éremtáblázata sífutásban | A 2010. évi téli olimpiai játékok éremtáblázata sífutásban | A 2010. évi téli olimpiai játékok éremtáblázata sífutásban | A 2010. évi téli olimpiai játékok éremtáblázata sífutásban | Olimpia  |
| ---------------------------------------------------------- | ---------------------------------------------------------- | ---------------------------------------------------------- | ---------------------------------------------------------- | ---------------------------------------------------------- | -------- |
|                                                            | Ország                                                     | Arany                                                      | Ezüst                                                      | Bronz                                                      | Összesen |
| 1.                                                         | Norvégia (NOR)                                             | 5                                                          | 2                                                          | 2                                                          | 9        |
| 2.                                                         | Svédország (SWE)                                           | 3                                                          | 2                                                          | 2                                                          | 7        |
| 3.                                                         | Németország (GER)                                          | 1                                                          | 4                                                          | 0                                                          | 5        |
| 4.                                                         | Oroszország (RUS)                                          | 1                                                          | 1                                                          | 2                                                          | 4        |
| 5.                                                         | Lengyelország (POL)                                        | 1                                                          | 1                                                          | 1                                                          | 3        |
| 6.                                                         | Svájc (SUI)                                                | 1                                                          | 0                                                          | 0                                                          | 1        |
|                                                            |                                                            |                                                            |                                                            |                                                            |          |
| 7.                                                         | Észtország (EST)                                           | 0                                                          | 1                                                          | 0                                                          | 1        |
| 7.                                                         | Olaszország (ITA)                                          | 0                                                          | 1                                                          | 0                                                          | 1        |
|                                                            |                                                            |                                                            |                                                            |                                                            |          |
| 9.                                                         | Csehország (CZE)                                           | 0                                                          | 0                                                          | 2                                                          | 2        |
| 9.                                                         | Finnország (FIN)                                           | 0                                                          | 0                                                          | 2                                                          | 2        |
| 11.                                                        | Szlovénia (SLO)                                            | 0                                                          | 0                                                          | 1                                                          | 1        |
|                                                            |                                                            |                                                            |                                                            |                                                            |          |
| Összesen                                                   | Összesen                                                   | 12                                                         | 12                                                         | 12                                                         | 36       |

## Érmesek

### Férfi
| A 2010. évi téli olimpiai játékok érmesei férfi sífutásban |                                                                                          |           |                                                                                              |           |                                                                           |           |
| Versenyszám                                                | Arany                                                                                    | Arany     | Ezüst                                                                                        | Ezüst     | Bronz                                                                     | Bronz     |
| 15 km, szabadstílus                                        | Dario Cologna · Svájc (SUI)                                                              | 33:36,3   | Pietro Piller Cottrer · Olaszország (ITA)                                                    | 34:00,9   | Lukáš Bauer · Csehország (CZE)                                            | 34:12,0   |
| 30 km, üldözőverseny                                       | Marcus Hellner · Svédország (SWE)                                                        | 1:15:11,4 | Tobias Angerer · Németország (GER)                                                           | 1:15:13,5 | Johan Olsson · Svédország (SWE)                                           | 1:15:14,2 |
| 50 km, klasszikus stílus                                   | Petter Northug, Jr. · Norvégia (NOR)                                                     | 2:05:35,5 | Axel Teichmann · Németország (GER)                                                           | 2:05:35,8 | Johan Olsson · Svédország (SWE)                                           | 2:05:36,5 |
| 4 × 10 km, váltó                                           | Svédország (SWE) · Daniel Richardsson · Johan Olsson · Anders Södergren · Marcus Hellner | 1:45:05,4 | Norvégia (NOR) · Martin Johnsrud Sundby · Odd-Bjørn Hjelmeset · Lars Berger · Petter Northug | 1:45:21,3 | Csehország (CZE) · Martin Jakš · Lukáš Bauer · Jiří Magál · Martin Koukal | 1:45:21,9 |
| Egyéni sprint                                              | Nyikita Krjukov · Oroszország (RUS)                                                      | 3:36,3    | Alekszandr Panzsinszkij · Oroszország (RUS)                                                  | 3:36,3    | Petter Northug, Jr. · Norvégia (NOR)                                      | 3:45,5    |
| Csapatsprint                                               | Norvégia (NOR) · Øystein Pettersen · Petter Northug                                      | 19:01,0   | Németország (GER) · Tim Tscharnke · Axel Teichmann                                           | 19:02,3   | Oroszország (RUS) · Nyikolaj Morilov · Alekszej Petuhov                   | 19:02,5   |

### Női
| A 2010. évi téli olimpiai játékok érmesei női sífutásban |                                                                                             |           |                                                                                               |           |                                                                                                |           |
| Versenyszám                                              | Arany                                                                                       | Arany     | Ezüst                                                                                         | Ezüst     | Bronz                                                                                          | Bronz     |
| 10 km, szabadstílus                                      | Charlotte Kalla · Svédország (SWE)                                                          | 24:58,4   | Kristina Šmigun-Vähi · Észtország (EST)                                                       | 25:05,0   | Marit Bjørgen · Norvégia (NOR)                                                                 | 25:14,3   |
| 15 km, üldözőverseny                                     | Marit Bjørgen · Norvégia (NOR)                                                              | 39:58,1   | Anna Haag · Svédország (SWE)                                                                  | 40:07,0   | Justyna Kowalczyk · Lengyelország (POL)                                                        | 40:07,4   |
| 30 km, klasszikus stílus                                 | Justyna Kowalczyk · Lengyelország (POL)                                                     | 1:30:33,7 | Marit Bjørgen · Norvégia (NOR)                                                                | 1:30:34,0 | Aino-Kaisa Saarinen · Finnország (FIN)                                                         | 1:31:38,7 |
| 4 × 5 km, váltó                                          | Norvégia (NOR) · Vibeke Skofterud · Therese Johaug · Kristin Størmer Steira · Marit Bjørgen | 55:19,5   | Németország (GER) · Katrin Zeller · Evi Sachenbacher-Stehle · Miriam Gössner · Claudia Nystad | 55:44,1   | Finnország (FIN) · Pirjo Muranen · Virpi Kuitunen · Riitta-Liisa Roponen · Aino-Kaisa Saarinen | 55:49,9   |
| Egyéni sprint                                            | Marit Bjørgen · Norvégia (NOR)                                                              | 3:39,2    | Justyna Kowalczyk · Lengyelország (POL)                                                       | 3:40,3    | Petra Majdič · Szlovénia (SLO)                                                                 | 3:41,0    |
| Csapatsprint                                             | Németország (GER) · Evi Sachenbacher-Stehle · Claudia Nystad                                | 18:03,7   | Svédország (SWE) · Charlotte Kalla · Anna Haag                                                | 18:04,3   | Oroszország (RUS) · Irina Hazova · Natalja Korosztyeljova                                      | 18:07,7   |